# NGC 5846
NGC 5846 (również PGC 53932 lub UGC 9706) – galaktyka eliptyczna (E), znajdująca się w gwiazdozbiorze Panny w odległości około 81,5 milionów lat świetlnych od Ziemi. Została odkryta 24 lutego 1786 roku przez Williama Herschela.

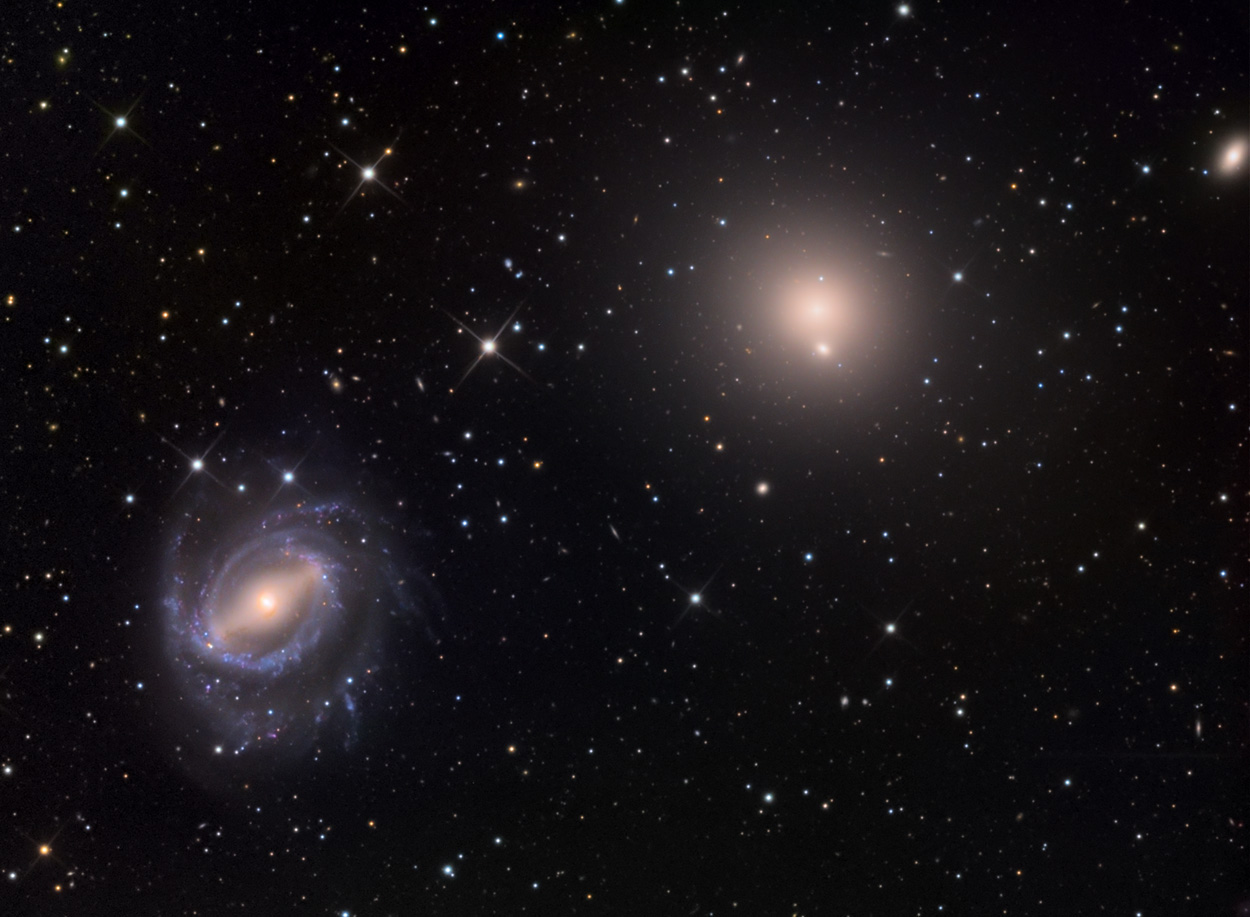
Galaktyki NGC 5846 (z prawej) i NGC 5850 (zdj. Mount Lemmon SkyCenter)

Galaktyka NGC 5846 jest głównym składnikiem grupy galaktyk NGC 5846. W pobliżu jądra NGC 5846 widoczna jest dużo mniejsza PGC 53930 (zwana czasem NGC 5846A), prawdopodobnie należąca do tej samej grupy galaktyk.